# Szosznovszkij-medvetalp
A Szosznovszkij-medvetalp vagy Sosnowsky-medvetalp (Heracleum sosnowskyi) az ernyősök zellerfélék családjába tartozó évelő özönnövény. Mérgező növény, nedve furokumarinokat tartalmaz, melyek az emberi bőrre kerülve fényérzékennyé teszik azt, s hólyagok, rosszabb esetben nehezen gyógyuló sebek maradnak utána; mérgező hatása valamivel csekélyebb, mint a kaukázusi medvetalpé (Heracleum mantegazzianum).
Taxonómiai vizsgálatok alapján Európában három magas termetű medvetalpfaj (Heracleum spp.) fordul elő, melyek kertészeti és mezőgazdasági célból behozott eredetű neofitonok: a Szosznovszkij-, a kaukázusi és a zöldes medvetalp.

## Jellemzői
Hemikriptofiton (félig rejtve telelő), monokarpikus (egyszer termő) évelő vagy kétéves faj.

### Felépítése, megjelenése
Évelő növény, amely 3–5 méteres magasságot és 10 centiméteres szárvastagságot is elérhet. Sziklevelei épek, hosszúkásak, az első lomblevelei osztatlanok, fogazott szélűek, a második évtől képződő tőlevelek feltűnően nagyok, a levél morfológiája szerint hasadtak vagy osztottak, hegyesek, többé-kevésbe lekerekítetten fogasak.
A hajtások szára belül üreges, kívül barázdált, lilán foltos és gyengén hólyagszőrös, míg a virágzat és a termés erősen. Karógyökere elágazó, gyökérnyaka széles, virágzáskor akár 15 centiméter vastag is lehet, ám sekély gyökerezése miatt a lazább talajokból könnyen kifordul.
A virágzat végálló, összetett ernyő, a legnagyobbak átmérője egy métert is elérhet. A zigomorf virágai rovarbeporzásúak, kétivarúak, sziromleveleik fehér – ritkán halvány rózsaszín – színűek. Termése 9–12 mm hosszú, sűrűn szőrös ikerkaszat, melyek közül először a szélsők érnek be.

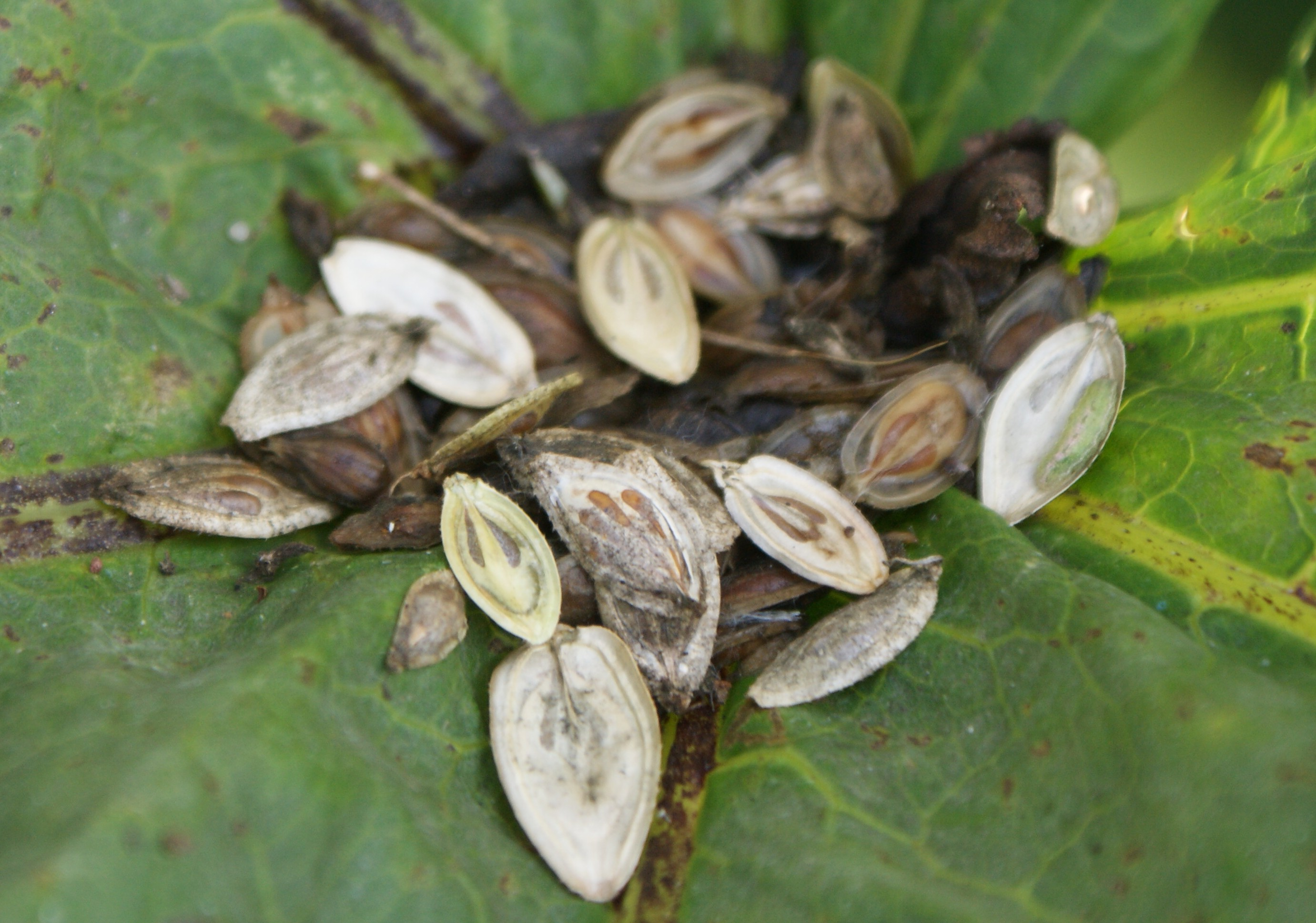
Termésén feltűnő olaj csatornák vannak

Közép-Európában a csírázás kora tavasztól áprilisig, Magyarországon a virágzás június–júliusban, a termésérés július–augusztusban, a terméshullás pedig szeptemberig tart. Az ikerkaszatok tizenöt évig is életképesek maradnak a talajban, szobahőmérsékleten, száraz körülmények között pedig hét évig tartják meg csírázóképességüket. Kedvező körülmények között azonban már az érés évében fejlődésnek indulhatnak.
Kaszálás nélkül három-négy évi vegetatív növekedés után, kaszálást követően már a második évtől többször fejleszthetnek virágzatot.

### Elnevezése
Több botanikus felfigyelt a Szosznovszkij-medvetalpra, de a kaukázusi medvetalp (Heracleum mantegazzianum) vagy Heracleum pubescens alá sorolták. Ezért sokáig nem jelent meg a gyomnövény listákon számos nyugat-európai országban. Mint egy önálló fajt Ida Panovna Mangyenova írta le Grúziában 1944-ben.
Nevét Dmitrij Ivanovics Szosznovszkij grúziai biológus-mikrobiológusról kapta, aki Grúzia flórájának és az őszirózsafélék kutatásában ért el eredményeket a 20. század elején.

## Jelentősége, felhasználása
Több más Heracleum fajjal együtt a 20. század közepén Kelet-Közép-Európában (elsősorban a Szovjetunió országaiban) egyszerre több kísérleti gazdaságban vizsgálták, mint ígéretes erjesztett szilázs (egy menetes betakarítással készített, tartósított tömeg-) takarmányozásra alkalmas növényt, de mivel befolyásolta a húsok és a tej ízét, ezeket egy évtized múltán befejezték. E mellett dekoratív megjelenése miatt kertekben, botanikus kertekben is megtalálható volt (Izlandon például a Reykjavík Botanikus Kertbe a '90-es évek végén telepítették, de miután kiderültek negatív tulajdonságai, hamar kiirtották). 1958-ban Wrocław Orvosi Akadémiáján folytattak tanulmányokat terápiás növényként való hasznosítására.
Ártalmas gyomként az 1980-as években figyeltek fel először a kivadult növényre. 1986–87-re már Lettországban és Észtországban mint agresszív gyomot írták le. Az évszázad végén már Németországban és Magyarországon is jelezték kis mértékű előfordulását. A skandináv országokban csak Dániában (2009) említették. Az Európai és Földközi-tenger melléki Növényvédelmi Szervezet (EPPO) 2012-es listájában a kaukázusi medvetalpat a legjelentősebb gazdasági kárt okozó, nemzetközi szinten kiemelt, inváziós gyomnövények között tartja számon, míg a Szosznovszkij-medvetalp ellen pedig 2009 óta növény-egészségügyi szabályozás bevezetését javasolja.

### Toxikológia

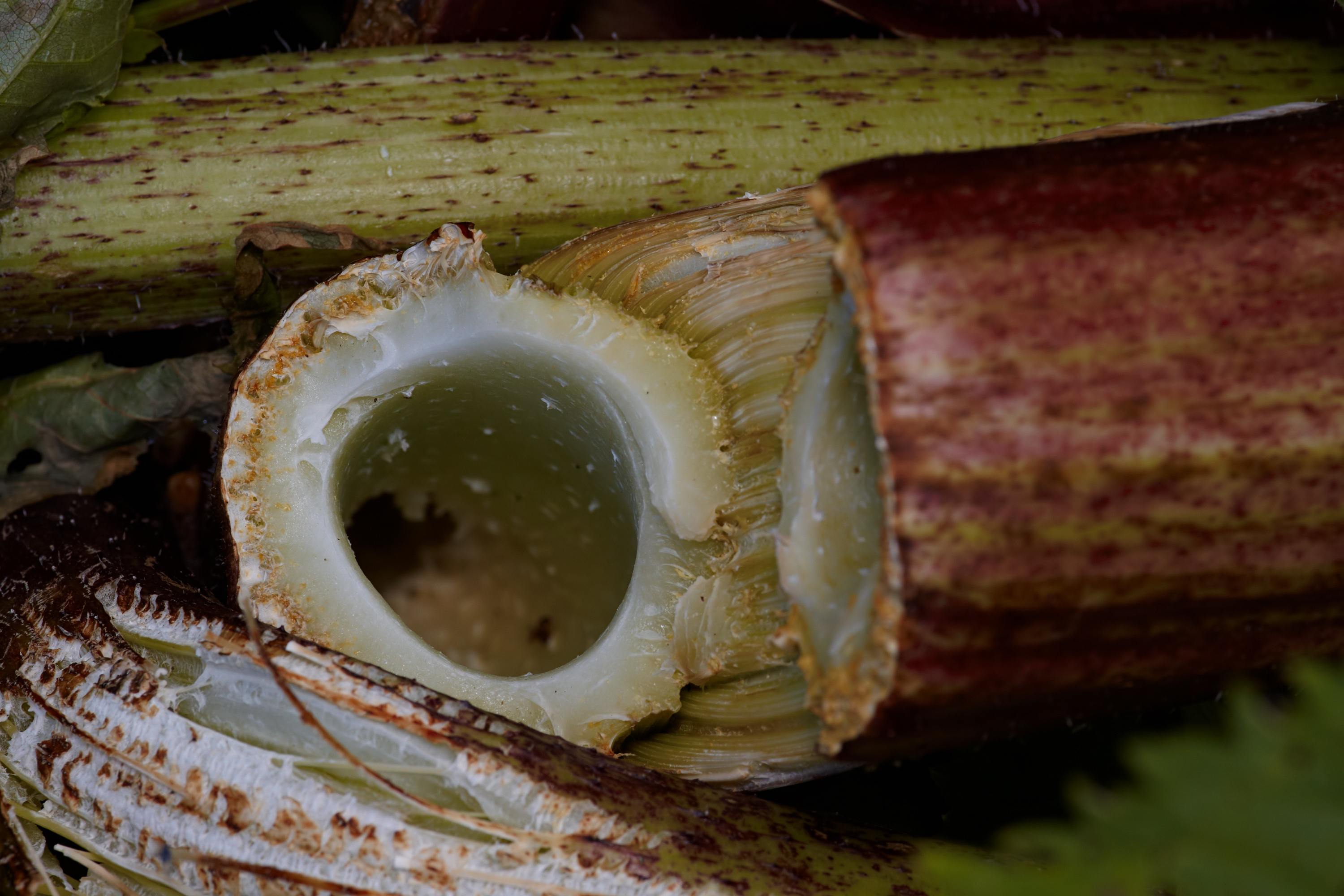
Kettétört kaukázusi medvetalp szára

A Szosznovszkij-medvetalp nedvének a bőrt fényre érzékennyé tevő hatása (fitofotodermatitisz) némileg kisebb mint a kaukázusi medvetalpénak. A növény vastag szárából – a 2000-es években Balogh Lajos botanikus muzeológusnak vépi lakosok elmondása alapján – a gyerekek játék látcsövet készíthetnek, melyet a szemükhöz érintve súlyos seb alakulhat ki.

### Hatóanyagai

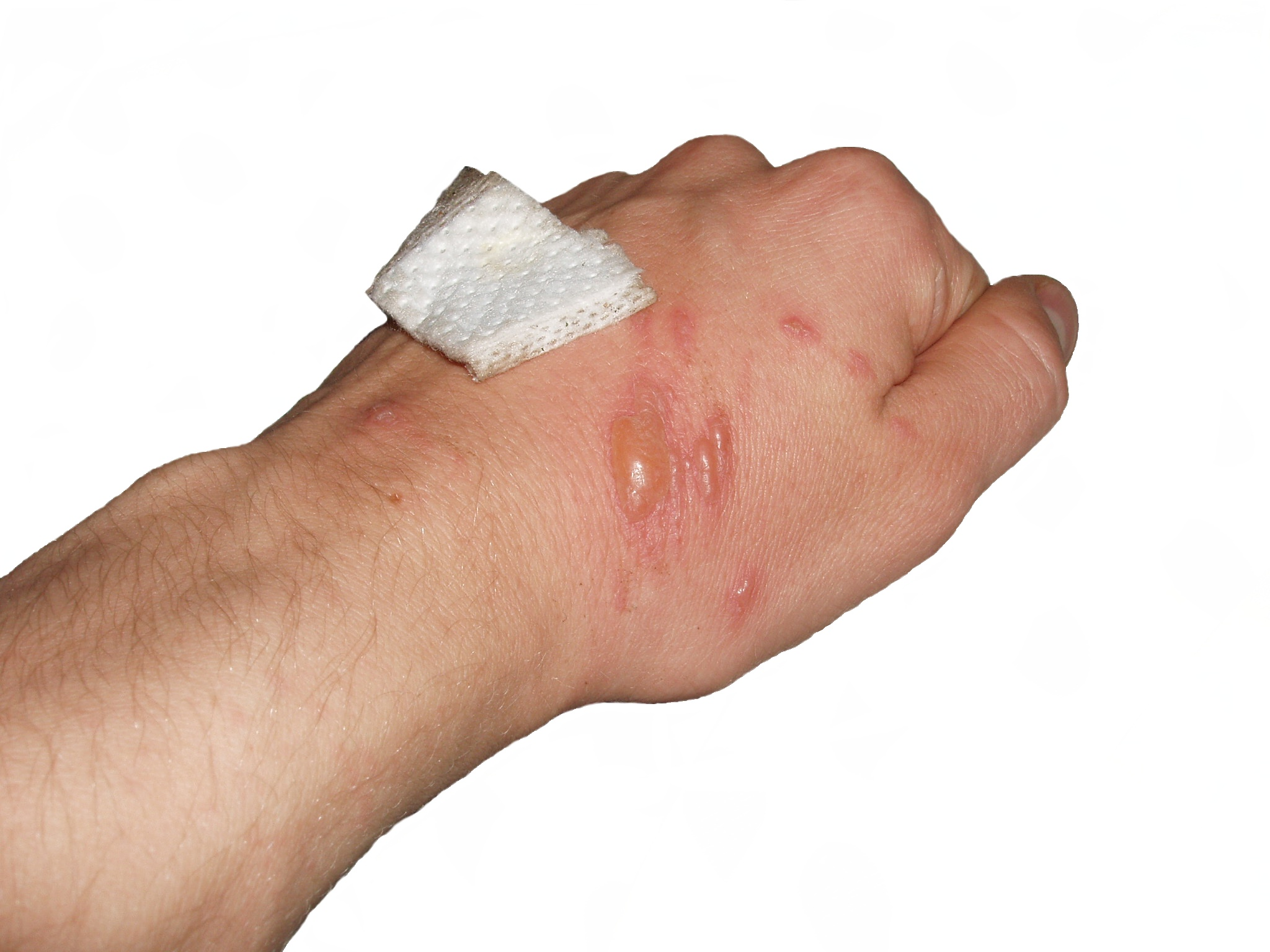
Hólyagosodás Szosznovszkij-medvetalp érintése után

A furokumarin fotoaktív vegyületek (azaz a fényérzékeny molekulák) legnagyobb – a vegetációs időszakban változó – koncentrációban a levelekben fordulnak elő. Hatásukat fényre és ultraibolya sugárzásra fejtik ki, az érintést követő 15-120 perc múlva, így a hosszú ruházat jelentősen csökkentheti a károsítást. A reakció a bőr egyéni érzékenységétől is függ. A kezeletlen bőrfelület egy-két nap alatt felhólyagosodik, mely akár több centiméteres is lehet, kisebesedhet és nagyon nehezen gyógyul, illetve további bőrbetegségek kiindulási helyévé válhat, ezért ilyen tünetek esetén feltétlenül orvoshoz kell fordulni. Körülbelül 24 óra múltán kipirulás, bőrvörösség (eritéma) és ödéma jelenik meg, majd három nap után egy gyulladásos reakció jelentkezik. Körülbelül egy héttel később, hiperpigmentáció (szokatlanul sötétebb a bőr) alakul ki az érintett területeken, ami hónapokig tarthat. Az érintett bőr évekig érzékeny maradhat az ultraibolya fényre, a nedvességre (például izzadás vagy a harmat) és a magasabb hőmérsékletre.
E mellett karcinogén (ami rákot okozhat), és teratogén (magzatkárosító hatású) vegyületeket is kimutattak.

## Előfordulás
Csapadékos (évi csapadék 1000–2000 mm), forró nyarú, hideg telű területeken érzi jól magát. Európában leggyakrabban a homokos és iszapos termőhelyeken található meg, de könnyen alkalmazkodik bármilyen talajhoz. Magyarországon az európaiéhoz képest alacsonyabb éves átlagos csapadékmennyiség miatt – Csehországhoz hasonlóan – elhanyagolt patakok, folyók, utak mentén, tarvágásokon, szakszerűtlenül használt legelőkön jelenhet meg.
Nagy vonalakban tekintve elmondható, hogy míg a kaukázusi medvetalp dísznövényként bekerülve elsősorban nyugatról keletre, addig a főként takarmányhasznosítású Szosznovszkij-medvetalp inkább keletről nyugatra terjedve szállja meg Európát.
2012-es, tájékoztató jellegű információk szerint kiterjedt területeken csak a balti államokban, Oroszország európai részein, Fehéroroszország és Ukrajna területén, szórványosan pedig Lengyelországban, Magyarországon, Németországban és Dániában fordul elő.

### Származás
Elsősorban közép-kelet-kaukázusi, nyugat, közép, keleti, délnyugat transzkaukáziai és északkelet-törökországi területekről származik.

## Védekezés ellene
Leghatékonyabban a vastag áttelelő karógyökerek 8–12 centiméter mélységben való elvágásával lehet elpusztítani fertőzés kezdeti szakaszában. A vastag, fásodott gyökereket azonban már nehéz elvágni.
Legeltetéssel – a juhok, sertések és szarvasmarhák e növényt is legelik – vagy rendszeres sűrű kaszálással is lehet ellene védekezni. Ha már megjelent, a védekezést már tavasszal meg kell kezdeni, máskülönben a növény csak megerősödik. Ezeket betartva legeltetés – dániai felmérések szerint juhokkal – és kaszálás esetén egyaránt hét év után nem fordul már elő csírázóképes termés a talajban.
Egyes területeken az erdősítés is egy lehetséges stratégia az invazív medvetalpak ellen, arra azonban figyelni kell, hogy az árnyék-toleranciájuk különböző: a kaukázusi medvetalp kevésbé árnyéktűrő, mint a Szosznovszkij-medvetalp.
Gyomirtó szerek között is vannak hatásosak, de csak tavasszal, a vegetációs időszak kezdetétől alkalmazva ad megbízható eredményt. Használatához feltétlenül forduljunk szakemberhez.
„Amennyiben a veszélyes medvetalp belterületen található, az önkormányzathoz kell fordulni a mentesítés elvégeztetése érdekében, külterület esetén pedig az illetékes kormányhivatal növény- és talajvédelmi igazgatóságához.” (Novák Róbert, (NÉBIH)

### Betegségei, kártevői
Jelentős kár- és kórokozója nem ismert.

## Képek

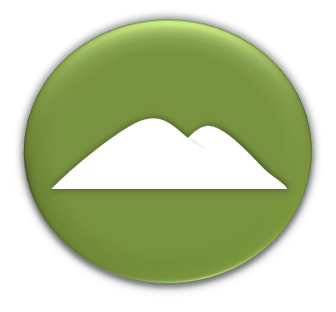
Származási helyének (a Kaukázus) jelképe
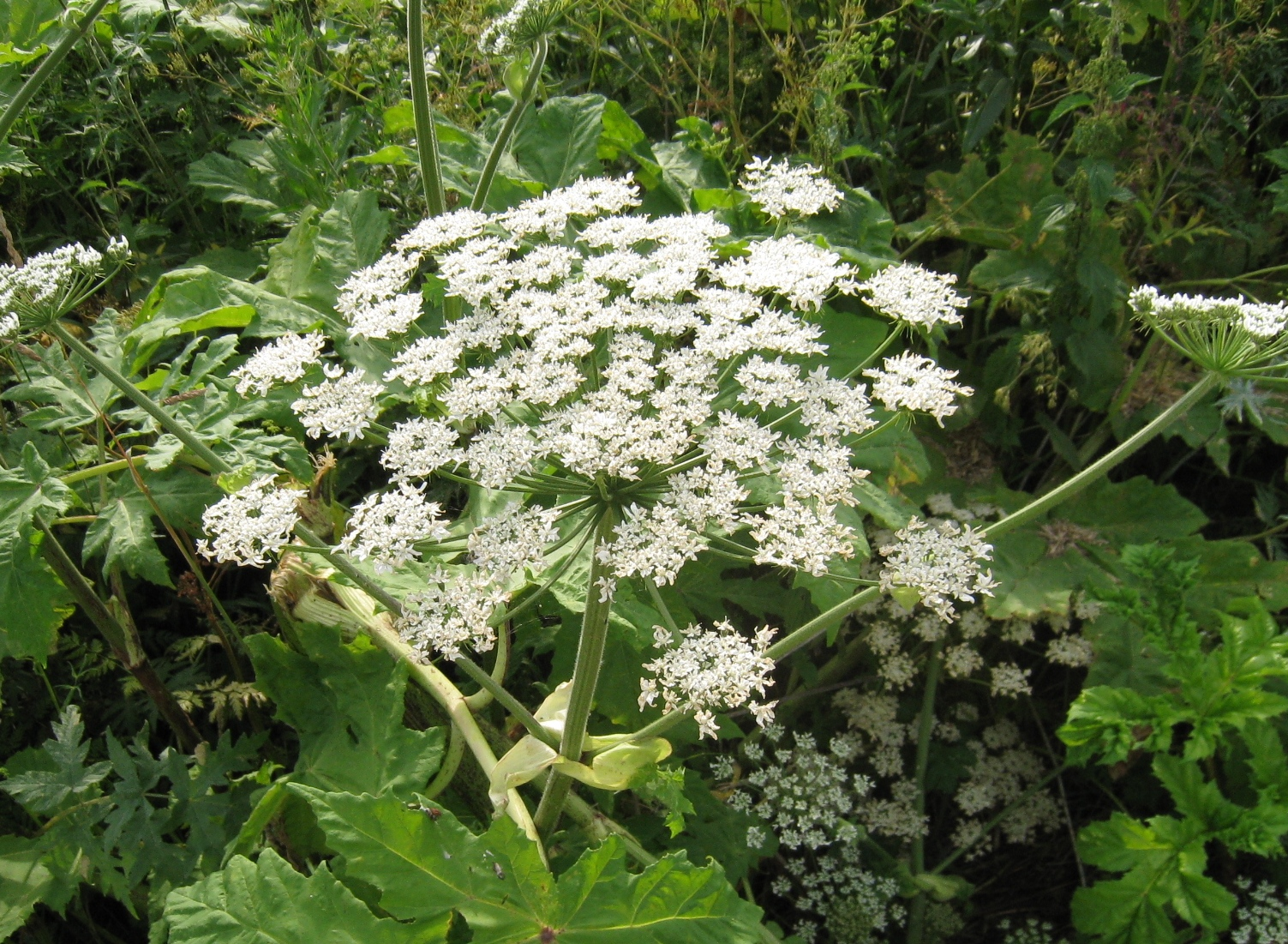
Virágzata, (Kalugai terület)
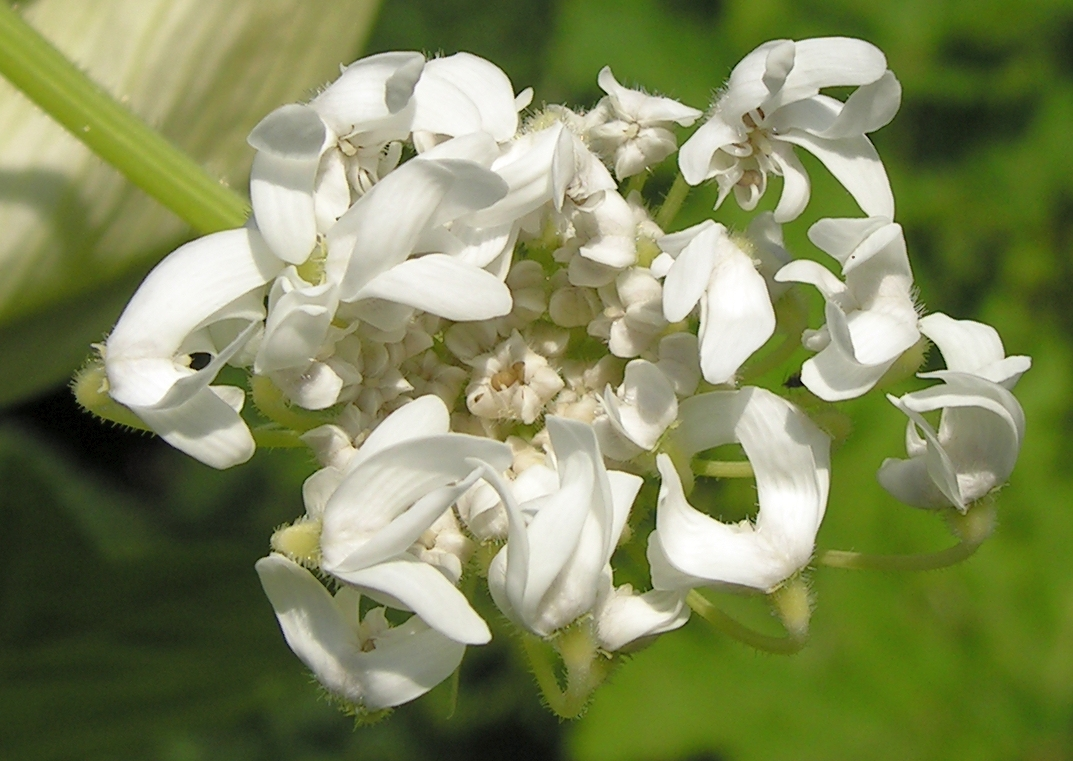
virága és (Moszkvai terület)
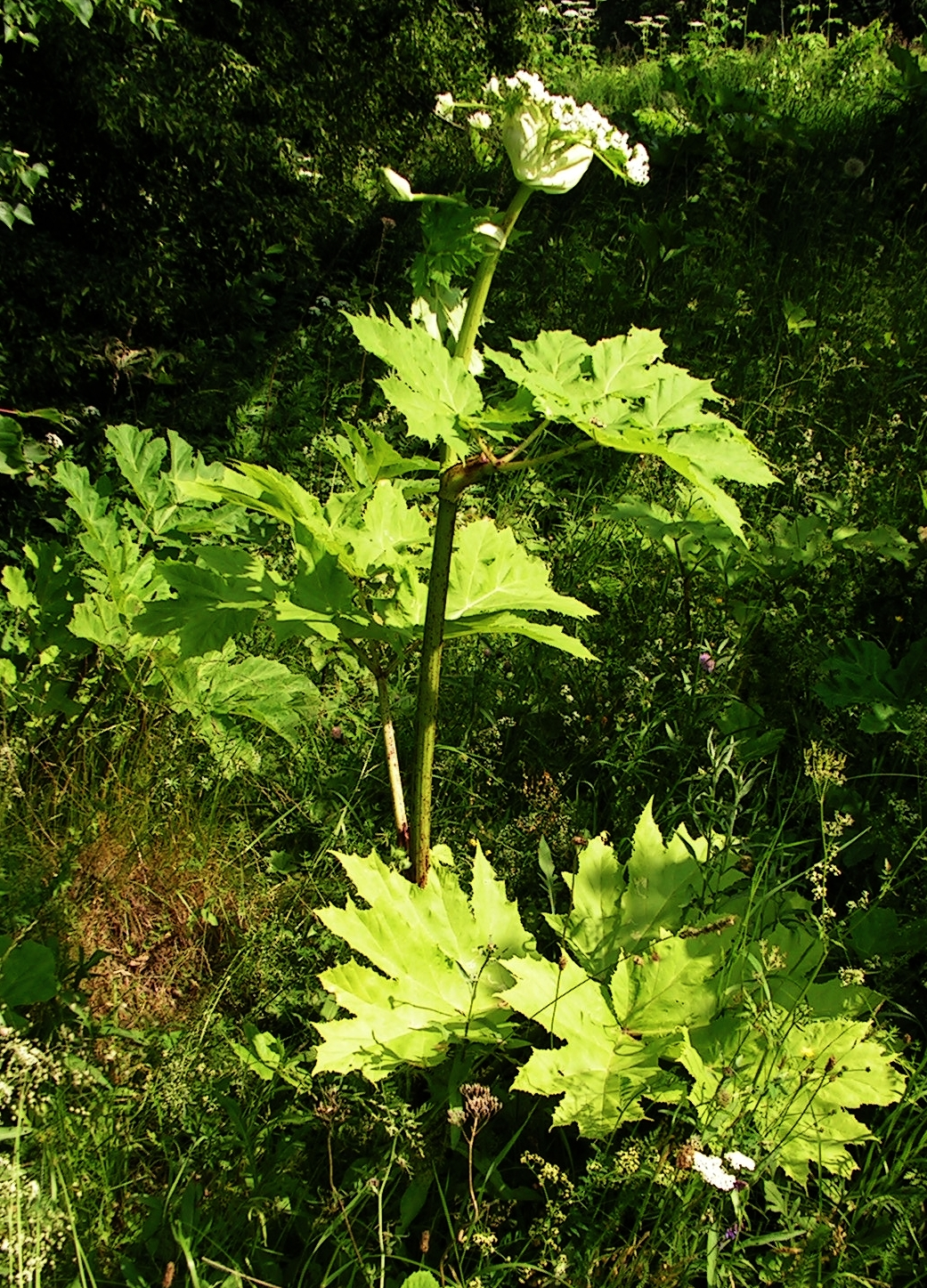
habitusa

Hasonló fajok

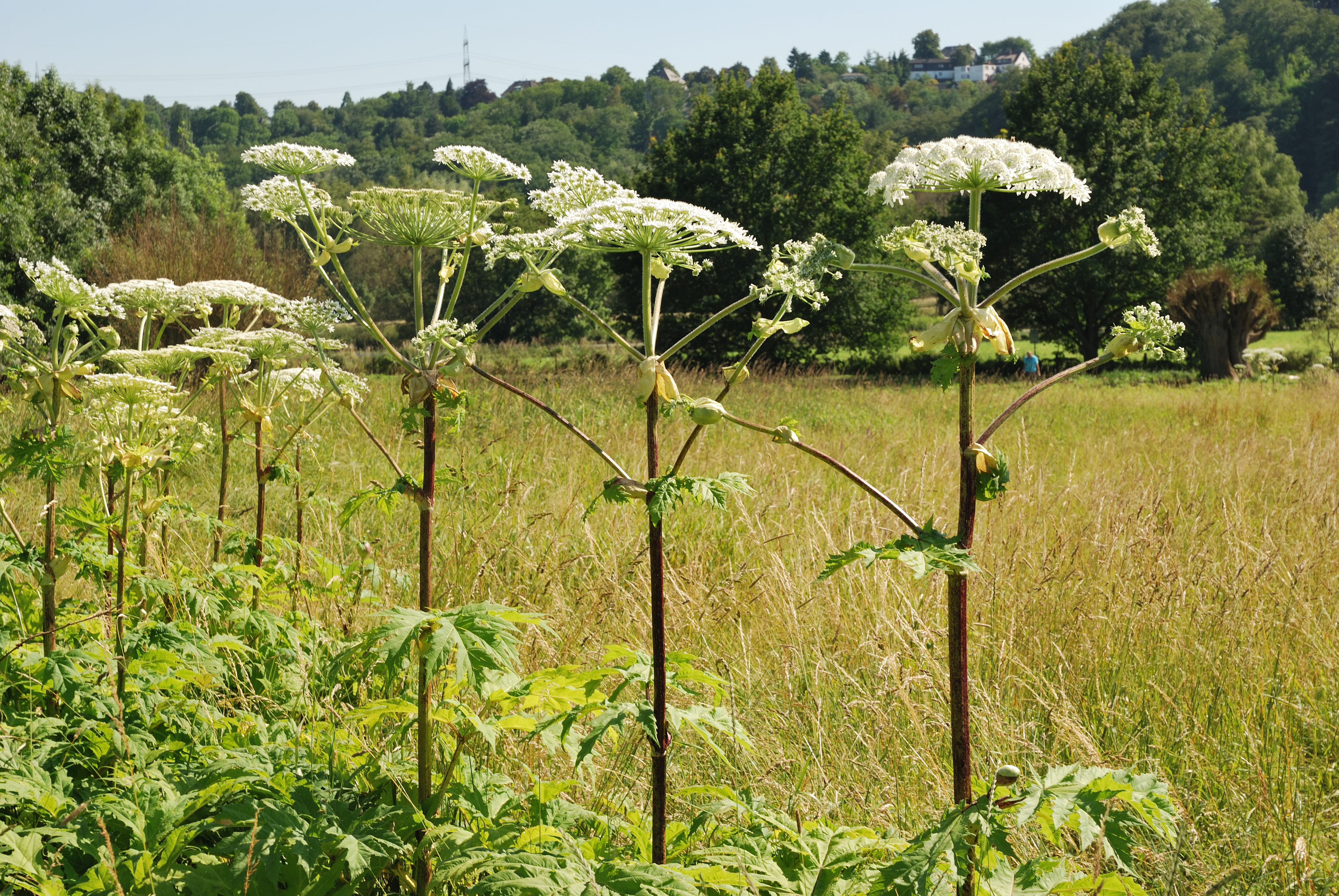
Kaukázusi medvetalp (Ruhr-vidék)
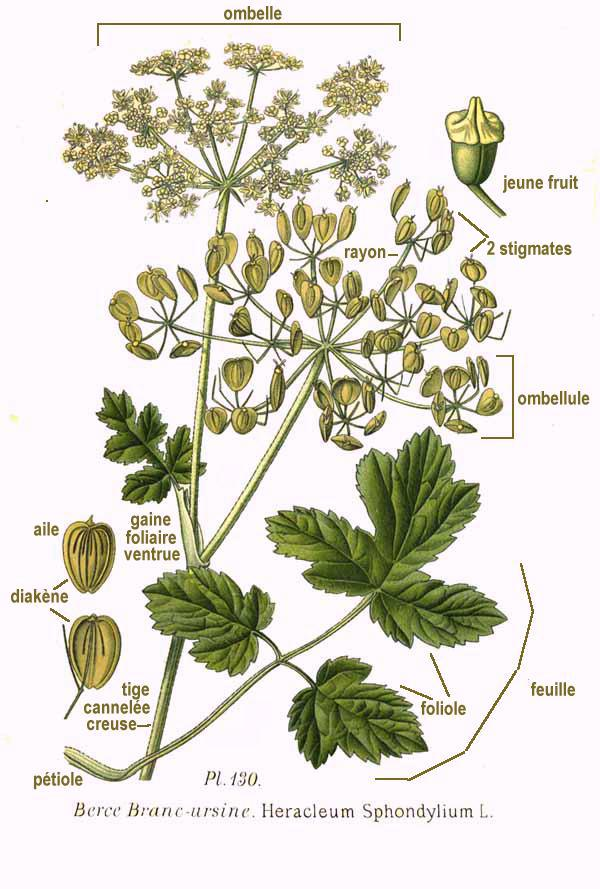
Közönséges medvetalp
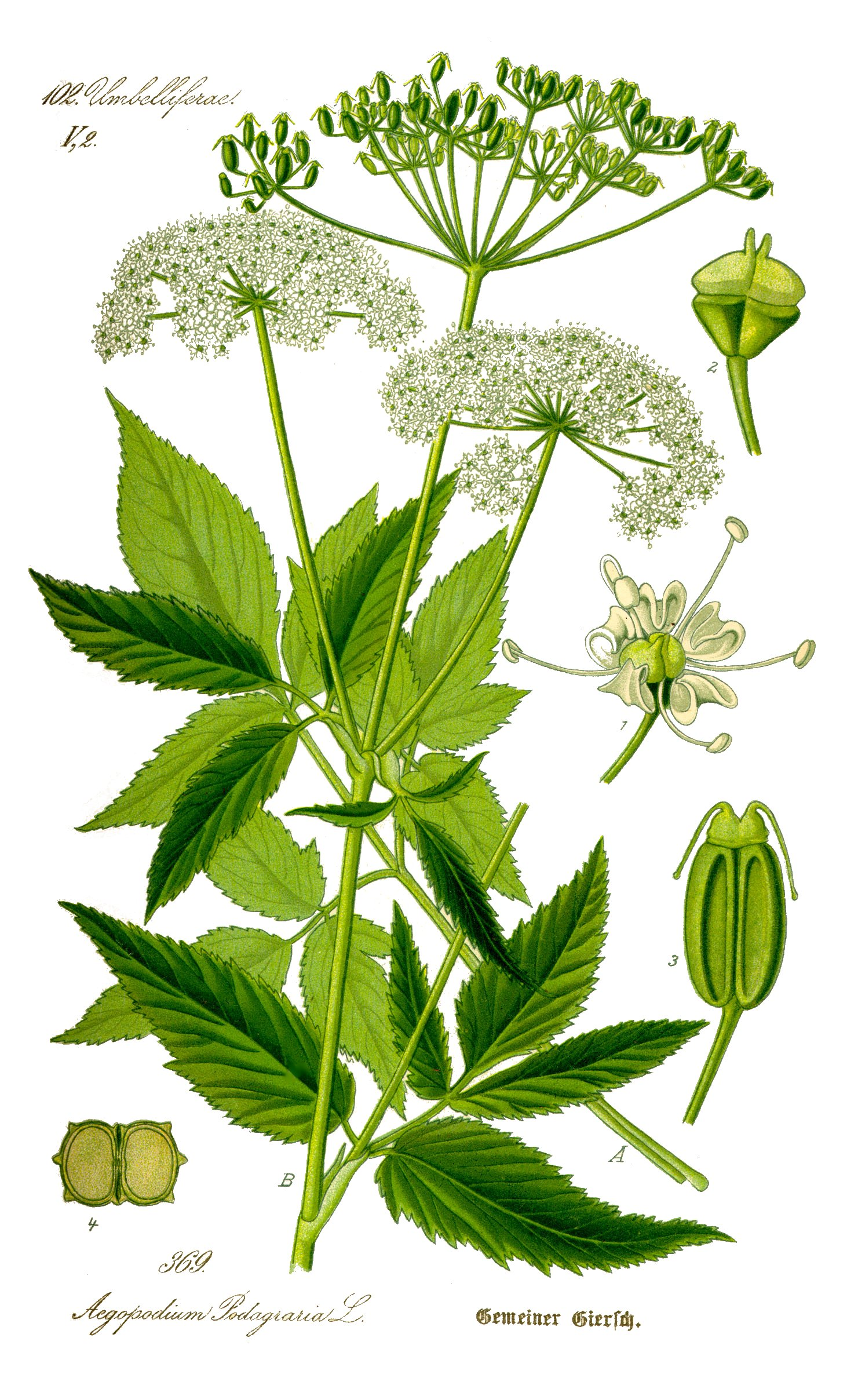
Eltérő levelű a Podagrafű,
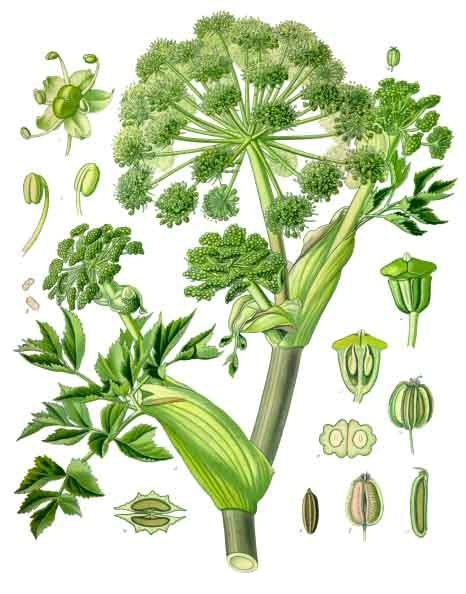
az Orvosi angyalgyökér